# Édouard Dulaurier
Édouard Leuge-Dulaurier, dit Édouard Dulaurier, né le 27 janvier 1807 à Toulouse et mort le 21 décembre 1881 à Meudon, est un orientaliste français, qui s’est occupé d’égyptologie, de malais et d’arménien.

## Biographie
Venu de bonne heure à Paris, Dulaurier a été l’élève d’Antoine-Isaac Silvestre de Sacy et a cultivé de bonne heure les études philologiques. S’étant d’abord intéressé à l’égyptologie, sa première publication est en 1833 une explication d’un célèbre passage des Stromates de Clément d'Alexandrie sur les écritures des Égyptiens, que les adversaires de Champollion lui opposaient. Après avoir étudié le copte et les hiéroglyphes, il a fait paraitre, en 1835, le texte et la traduction des fragments des révélations apocryphes de saint Barthélemy et de l’histoire des communautés religieuses fondées par saint Pacôme. En 1836, il a donné dans les mémoires de la Société archéologique du Midi de la France, une notice sur les principales stèles funéraires égyptiennes du musée de Toulouse. Abandonnant l'étude du copte, il s’est ensuite mis à l'étude de l'arabe.
En 1838, chargé par le ministre de l’Instruction publique Salvandy d’une mission scientifique à Londres, pour consulter et recopier les manuscrits coptes, il a fait une copie du manuscrit de la Pistis Sophia. En 1840, il y a été de nouveau envoyé, sur la recommandation du juriste Jean-Marie Pardessus, pour effectuer un travail semblable sur les manuscrits malais de la Royal Asiatic Society. Le grand nombre de manuscrits malais et javanais qu’il y a rencontré lui a suggéré l’idée d’étudier ces idiomes alors peu connus en Europe, dans lesquels ces manuscrits étaient écrits. II a alors pris une connaissance rapide de toutes les langues océaniennes.
Après son retour à Paris, en avril 1841, le ministère lui a confié un cours public de malais et de javanais à l’École spéciale des langues orientales, le premier qui y ait existé pour ces langues, bien qu’une chaire de malais ait été prévue dans le décret de fondation de l’École, daté du 10 germinal an III, chaire officialisée en juillet 1844. Il a publié diverses traductions du malais et du javanais, et notamment les Institutions maritimes de l’archipel d’Asie, en 1845. Il a ensuite commencé la publication du corps des chroniques malaises, et donné, dans le Journal asiatique, des notices et des extraits de manuscrits traduits de la même langue.
Cependant, en dehors de cet enseignement, il a continué de consacrer beaucoup de temps à l’étude de l’Orient chrétien, et notamment à celle de l’arménien, jusqu’alors assez négligée en France. Dès 1850, il a publié une traduction de la partie de la chronique de Mathieu d'Édesse  consacrée à la première croisade. En 1850, il a donné des extraits de la chronique de Michel le Syrien, sans cesser de fournir au Journal de la Société asiatique, dont il était un des principaux membres, des travaux relatifs à ses études antérieures.
En 1857, il a été désigné par l’Académie des inscriptions et belles-lettres, après la mort d’Étienne Marc Quatremère pour diriger la publication des historiens arméniens dans le Recueil des historiens des croisades. La chaire d’arménien à l’École des langues orientales étant devenue vacante, en 1862, à la mort de Paul-Émile Le Vaillant de Florival, il a en obtenu la succession par décret du 19 février 1862. Ayant abandonné l’enseignement du malais à l’abbé Favre, un ecclésiastique des Missions étrangères de retour en France, il a ensuite occupé cette chaire d’arménien jusqu’à sa mort.
Le 13 mai 1864, il a été élu à l’Académie des inscriptions et belles-lettres, en remplacement d’Ampère. Il a joint à l’étude du copte, du malais, de l’arménien, de l’arabe, celle du slavon. En 1855, il été chargé du catalogue des manuscrits de la Bibliothèque impériale, écrits dans les idiomes qu’il avait cultivés. Littérateur et philologue, il a également cherché à populariser les résultats de ses travaux par divers articles publiés dans la Revue des Deux Mondes. Il est mort dans sa maison du 11, rue des Pierres, à Meudon,,.

## Publications

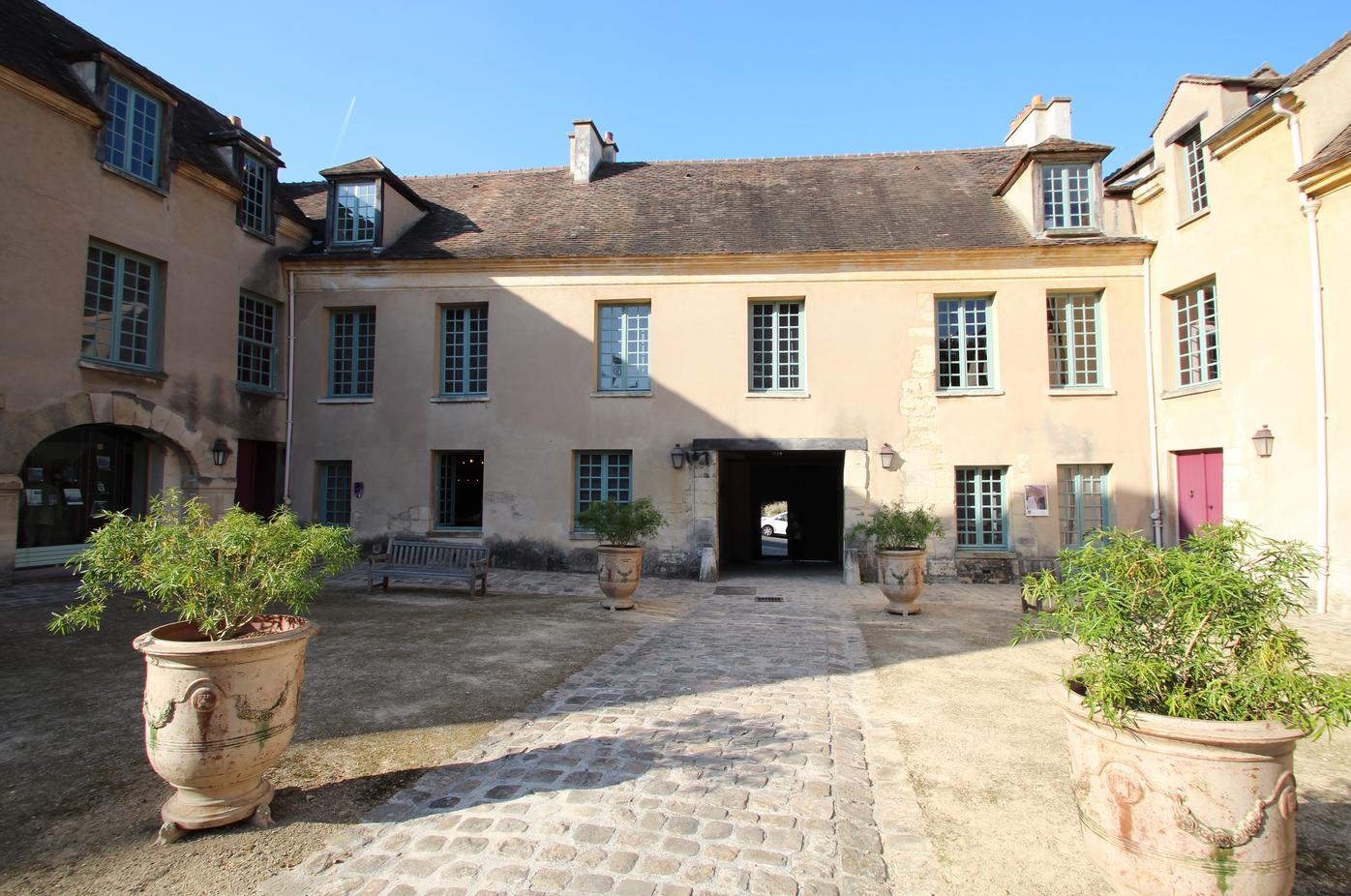
Ancienne maison d’Édouard Dulaurier.

- Examen d’un passage des Stromates de saint Clément d’Alexandrie relatif aux écritures égyptiennes, Paris, H. Fournier jeune, 1833.
- Fragment des révélations de saint Barthélemy et de l’histoire des communautés religieuses fondées par saint Pakhome, traduit sur les textes coptes-thébains inédits conservés à la Bibliothèque du Roi, Paris, Imprimerie royale, 1835.
- Rapport adressé à M. le Ministre de l’Instruction publique sur les manuscrits malays [sic] et javanais conservés dans la bibliothèque de la Compagnie des Indes orientales... et de la Société royale asiatique, à Londres..., Paris, Panckoucke, 1840.
- Fragment d’un traité de médecine copte faisant partie de la collection des manuscrits du cardinal Borgia publiée par Zoega, Paris, 1843 (?).
- Lettres et pièces diplomatiques écrites en malay [sic], recueillies et publiées pour servir d’exercices de lecture et de traduction aux élèves de l’École royale et spéciale des langues orientales, Paris, Firmin-Didot, 1845.
- « Institutions maritimes de l’Archipel d’Asie. Textes malay et bougui », dans Jean-Marie Pardessus (dir.), Collection des lois maritimes antérieures au XVIIIe siècle, vol. 6, Paris, B. Duprat, 1845.
- « Description de l’Archipel d’Asie par Ibn Bathoutha, traduite de l’arabe par M. Édouard Dulaurier », Journal asiatique, février 1847, p. 93-134, et mars 1847, p. 218-259.
- Examen de quelques points des doctrines de J.-F. Champollion relatives à l’écriture hiéroglyphique des anciens Égyptiens, Paris, Firmin-Didot, 1847.
- Collection des principales chroniques malayes (1er fascicule, comprenant la chronique du royaume de Pasey et une partie des annales malayes[2]), Paris, Imprimerie nationale, 1849.
- Récit de la première croisade extrait de la chronique de Matthieu d’Édesse, Paris, B. Duprat, 1850.
- Études sur les chants historiques et les traditions populaires de l’ancienne Arménie, Paris, Imprimerie nationale, 1852.
- Collection des principales chroniques malayes (2e fascicule, la suite des annales malayes), Paris, Imprimerie nationale, 1856.
- Bibliothèque historique arménienne, ou choix des principaux historiens arméniens traduits en français, Paris, A. Durand, 1858.
- Recherches sur la chronologie arménienne, technique et historique, Paris Imprimerie impériale, 1859.
- Histoire, dogmes, traditions et liturgie de l’Église arménienne orientale, avec des notions additionnelles sur l’origine de cette liturgie, les sept sacrements, les observances, la hiérarchie ecclésiastique, les vêtements sacerdotaux et la forme intérieure des églises chez les Arméniens, Paris, A. Durand, 1859.
- Les Mongols d’après les historiens arméniens : fragments traduits sur les textes originaux, Paris, Imprimerie impériale, 1860 (extrait du Journal asiatique).
- Étude sur l’organisation politique, religieuse et administrative du royaume de la Petite-Arménie à l’époque des croisades, Paris, Imprimerie impériale, 1862 (extrait du Journal asiatique).
- Recueil des historiens des croisades. Documents arméniens, tome I, Paris, Imprimerie nationale, 1869.
- Histoire universelle, par Étienne Açogh’ig de Daron, traduite de l’arménien et annotée par Édouard Dulaurier. Première partie[3], Paris, E. Leroux, 1883.